# Oisy (Nièvre)
Oisy ist eine französische Gemeinde mit 304 Einwohnern (Stand: 1. Januar 2022) im Département Nièvre in der Region Bourgogne-Franche-Comté. Sie gehört zum Arrondissement Clamecy und zum Kanton  Clamecy.

## Geographie
Oisy liegt etwa 35 Kilometer südsüdwestlich von Auxerre. Das Gemeindegebiet wird vom Fluss Sauzay durchquert. Nachbargemeinden von Oisy sind Andryes im Norden, Surgy im Nordosten, Clamecy im Osten, Breugnon im Süden, Trucy-l’Orgueilleux  im Südwesten sowie Billy-sur-Oisy im Westen.

## Bevölkerungsentwicklung
| Jahr                       | 1962 | 1968 | 1975 | 1982 | 1990 | 1999 | 2006 | 2013 |
| Einwohner                  | 351  | 363  | 328  | 306  | 320  | 343  | 294  | 335  |
| Quellen: Cassini und INSEE |      |      |      |      |      |      |      |      |

## Sehenswürdigkeiten

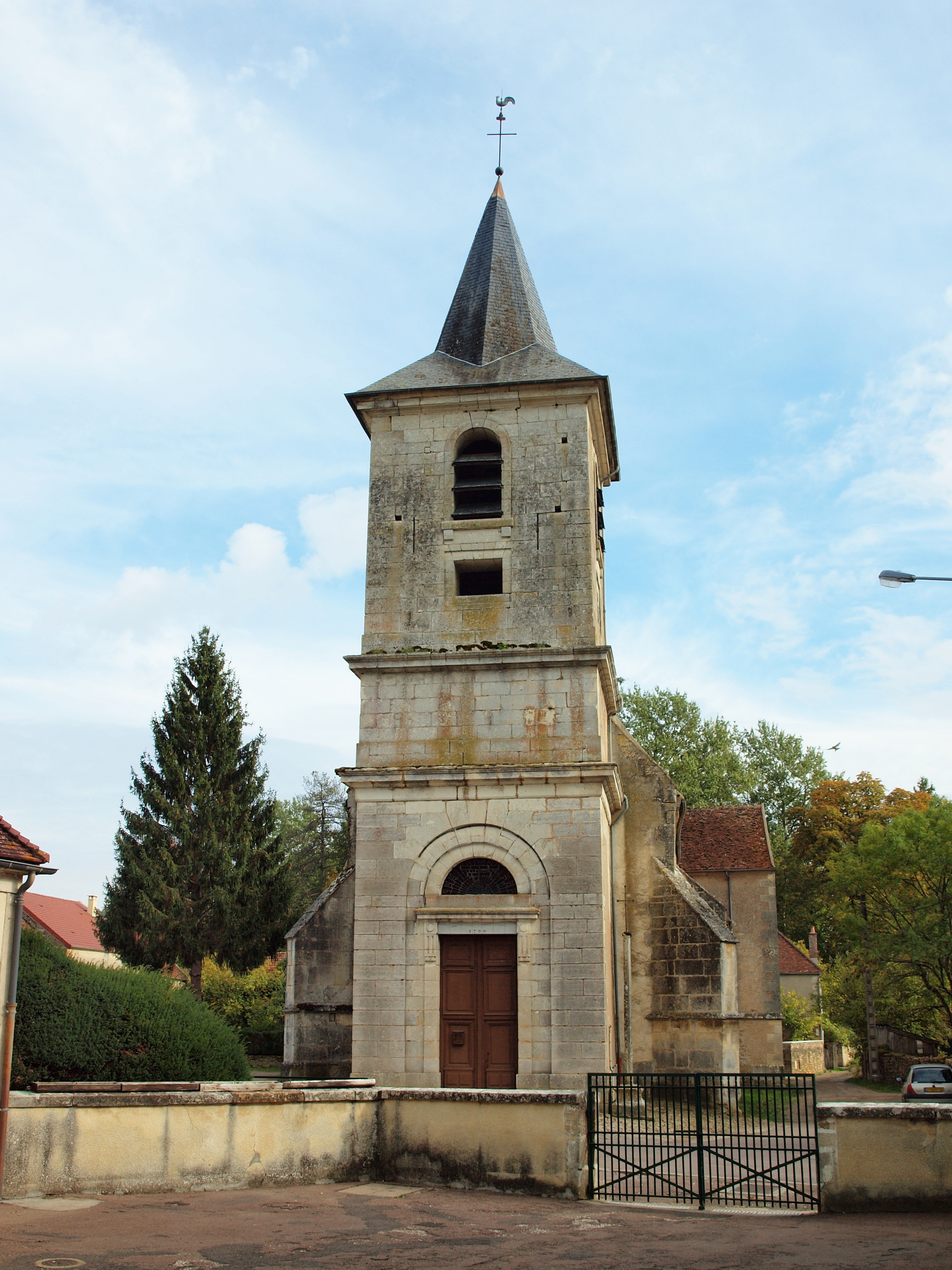
Kirche

- Kirche in Le Petit-Oisy